# 成田村
成田村（なりたむら）は埼玉県の北部、北埼玉郡に属していた村。

## 歴史
- 1889年4月1日 - 町村制施行に伴い、北埼玉郡上之村・上川上村・箱田村が合併し、成田村が成立する。
- 1927年4月1日 - 大里郡熊谷町に編入される。